# Vera Zvonarëva
Vera Igorevna Zvonarëva (in russo Вера Игоревна Звонарёва?; [ˈvʲɛrə zvənɐˈrʲɔvə]; Mosca, 7 settembre 1984) è una tennista russa.
In carriera ha vinto dodici titoli di singolare e 16 di doppio, raggiungendo la sua miglior classifica di singolare il 25 ottobre 2010, al numero 2, e al numero 7 del doppio il 19 febbraio 2024.
Tra i suoi maggiori successi in singolare ci sono il prestigioso torneo di Indian Wells nel 2009 ed il bronzo olimpico vinto a Pechino nel 2008, dove ha sconfitto nella finalina la cinese Li Na, dopo avere perso in semifinale dalla concittadina Elena Dement'eva.
Nei quattro tornei del Grande Slam, nel doppio, vanta la vittoria agli US Open 2006 e 2020 e agli Australian Open 2012, oltre ad aver vinto le WTA Finals 2023. Nel singolare ha raggiunto la finale agli US Open e a Wimbledon nel 2010. Completano il suo palmarès due titoli dello Slam nel doppio misto (US Open 2004 e Wimbledon 2006).
Con la Russia si è inoltre aggiudicata la Fed Cup nel 2004 e nel 2008.

## Biografia
È figlia di Igor Zvonarëv e Natalija Zvonarëva-Bykova. Il padre è stato un giocatore di bandy (hockey russo) nel campionato dell'Unione Sovietica con la Dinamo Mosca, mentre la madre Natalija ha giocato ad hockey su prato ed è stata medaglia di bronzo ai Giochi Olimpici di Mosca 1980

### Carriera sportiva

#### Primi anni
Ha iniziato a giocare a tennis a sei anni, spinta dalla madre Natalia, ed è diventata professionista nel 2000.
All'inizio della carriera era nota per il carattere particolarmente fragile, che ripetutamente l'ha portata a piangere in campo anche dopo un semplice punto perso (da qui il soprannone lacrima, usato tra gli appassionati di tennis). Questa debolezza, a detta degli esperti, le avrebbe inizialmente precluso risultati più prestigiosi. In seguito comunque la sua tranquillità in campo è notevolmente cresciuta e anche il suo rendimento sembra averne tratto beneficio, al punto di riuscire a rientrare tra le top 10 nel 2008, a quattro anni di distanza dalla prima apparizione.

#### 2010
Una delle migliori performance della sua carriera è quella di Wimbledon 2010 dove, dopo avere passato i primi quattro turni battendo tra le altre Yanina Wickmayer e Jelena Janković (rispettivamente teste di serie numero 15 e numero 4) è approdata ai quarti di finale eliminando l'ex numero uno del mondo e ottava del seeding Kim Clijsters. In semifinale riesce a vincere anche contro la sorpresa del torneo, la bulgara Cvetana Pironkova, che in precedenza aveva eliminato Venus Williams, conquistando la finale del torneo. Tuttavia in finale verrà sconfitta dalla numero 1 al mondo e già tre volte vincitrice dello Slam britannico Serena Williams.
L'ottimo momento di forma e di prestazioni è confermato anche dai risultati nel torneo di doppio in cui, in coppia con la connazionale Elena Vesnina, passa agevolmente i primi tre turni battendo anche coppie inserite come teste di serie e giungendo in semifinale grazie al successo sulla coppia formata dalle stesse sorelle Williams, numero 1 del ranking di doppio e quindi data per favorita per la vittoria finale del torneo, conquistano l'accesso alla finale sopravanzando in due set Gisela Dulko e Flavia Pennetta. Come per il torneo di singolare la finale si conclude con una sconfitta contro la coppia composta dalla statunitense Vania King e la kazaka Jaroslava Švedova. Dopo un primo set combattuto fino al tie-break la coppia russa cede alle avversarie subendo per 2-6 nel secondo set.
Le due finali di Wimbledon, pur terminate con due sconfitte, le garantiscono il rientro nella top ten del ranking WTA, più precisamente al 9º posto.
Nell'ultimo torneo del Grande slam dell'anno, gli US Open, la Zvonarëva sfrutta un tabellone reso agevole dalle eliminazioni di Agnieszka Radwańska e Nadia Petrova ed eliminando tutte le sue avversarie in due set, tra le quali le sole Alexandra Dulgheru e Kaia Kanepi come testa di serie, raggiunge la semifinale dove elimina nuovamente in due set la giovane campionessa danese e finalista uscente Caroline Wozniacki. In finale però la Zvonarëva cede di schianto e perde 6-2, 6-1 contro l'ex numero 1 del mondo Kim Clijsters. Nonostante la sconfitta in finale a Flushing Meadows il lunedì successivo raggiunge per la prima volta in carriera la quarta posizione del ranking.
L'11 ottobre 2010 perde in finale al Torneo di Pechino contro la stessa Wozniacki in tre set, successo grazie al quale la danese diventa la 20ª tennista a raggiungere la prima posizione del ranking. Tuttavia, nonostante la sconfitta, riesce a guadagnare una posizione nel ranking WTA piazzandosi al terzo posto. Due settimane dopo migliora ancora il suo best-ranking salendo al secondo posto.

#### 2011

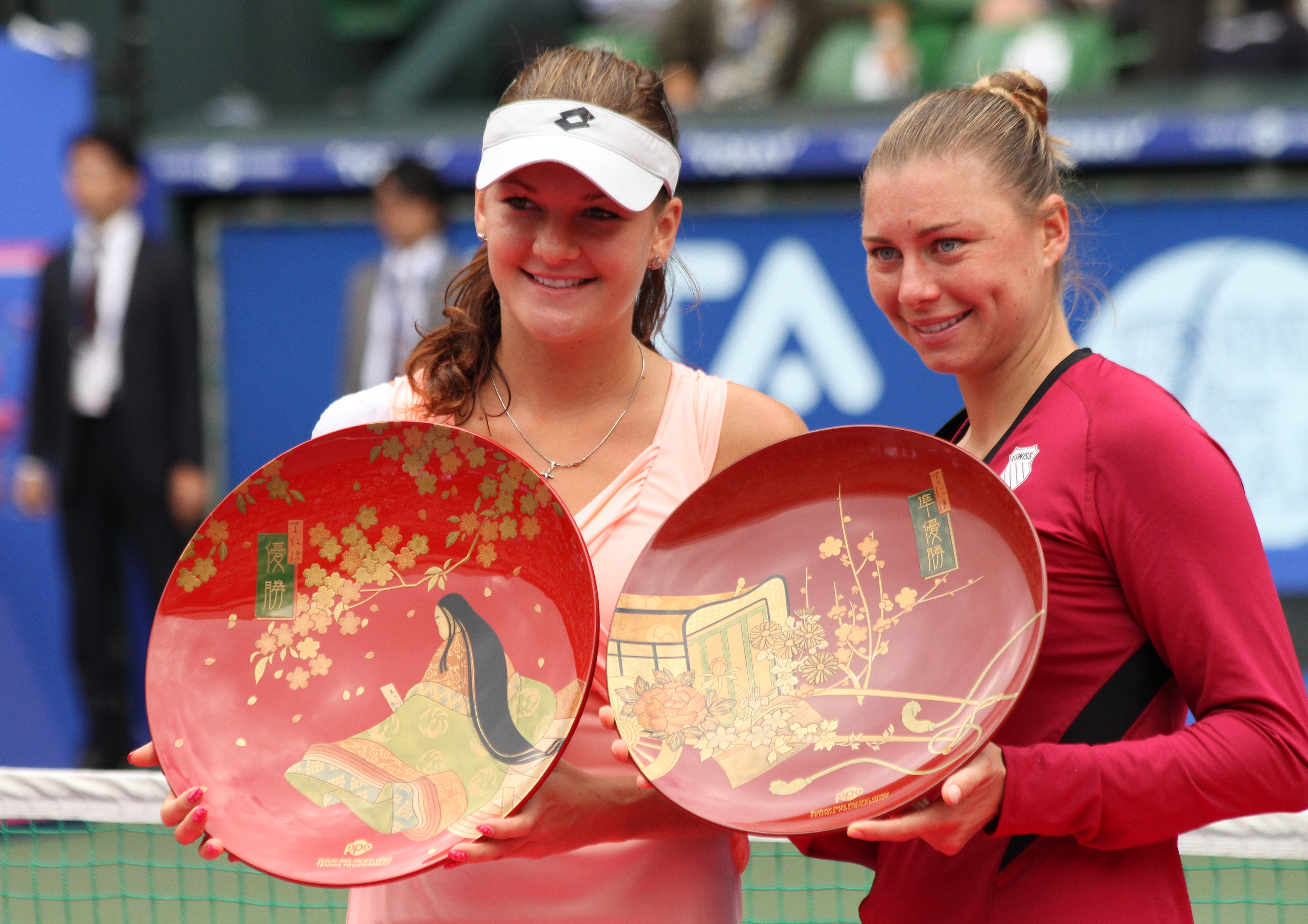
Agnieszka Radwańska e Vera Zvonarëva al torneo di Tokyo 2011.

Vera inizia l'anno nel torneo di Sydney, ma viene sconfitta all'esordio da Flavia Pennetta 7-5, 7-5. All'Australian Open raggiunge la semifinale, dove la belga Kim Clijsters la batte 6-3, 6-3.
Partecipa in seguito a Pattaya City. Accreditata dalla prima testa di serie e campionessa in carica delle ultime due edizioni, si fa sorprendere dalla slovacca Daniela Hantuchová in semifinale in due set. Durante il secondo set ha anche avuto un battibecco con il giudice di sedia. A Dubai, perde contro la connazionale Alisa Klejbanova al terzo turno. Al torneo di Doha, invece, conquista l'undicesimo titolo in carriera battendo in finale la numero uno del mondo Caroline Wozniacki 6-4, 6-4.
Al torneo di Indian Wells viene sconfitta da Dominika Cibulková al terzo turno in tre set. A Miami, raggiunge le semifinali, ma viene battuta 6-0, 6-3 dalla Azaranka. Nei quarti di finale di Fed Cup contro l'Italia, batte le azzurre Sara Errani e Roberta Vinci, e grazie anche alla vittoria in singolare delle Kuznecova, la Russia raggiunge la semifinale.
Inizia la stagione sulla terra rossa e Vera gioca a Stoccarda, ma la sua strada finisce nei quarti contro Samantha Stosur. A Madrid esce al terzo turno per mano della ceca Petra Kvitová. Nell'inaugurale torneo di Bruxelles perde in semifinale conbtro la forte cinese Peng Shuai. Al Roland Garros esce al quarto turno contro la connazionale Anastasija Pavljučenkova in tre set.
Sull'erba di Eastbourne perde ancora contro Stosur ai quarti; in precedenza aveva anche eliminato la rientrante Serena Williams in tre combattuti set. Delude a Wimbledon, uscendo al terzo turno dalla Pironkova in due set facili.
Ritorna a vincere un torneo a Baku, superando in finale Ksenija Pervak 6-1, 6-4. Raggiunge un'altra finale a San Diego, perdendola contro Agnieszka Radwańska 6-3, 6-4. Perde ancora contro la Radwańska a Toronto, questa volta al terzo turno ma sempre in due set. A Cincinnati perde contro Marija Šarapova in semifinale. Allo US Open giunge ai quarti, ma perde ancora contro Samantha Stosur in due set.
Vera gioca in seguito a Tokyo, dove arriva in un'altra finale. Curiosamente, come successo anche al torneo di San Diego, la perde ancora contro la Radwańska e sempre in due set. Al torneo di Pechino, invece, perde al terzo turno contro Ana Ivanović. Con questo risultato Vera si è qualificata al WTA Tour Championship per il quarto anno consecutivo. Gioca, poi, il torneo di casa a Mosca, deludendo nel match di quarti contro Dominika Cibulková.
Ai WTA Tour Championship, fa parte del Red Group insieme a Caroline Wozniacki, Agnieszka Radwańska e Petra Kvitová. Vince un solo incontro contro la Wozniacki, ma perde gli altri due. Riesce comunque a qualificarsi per le semifinali, ma perde contro Viktoryja Azaranka. Conclude l'anno al numero sette del mondo.

#### 2012

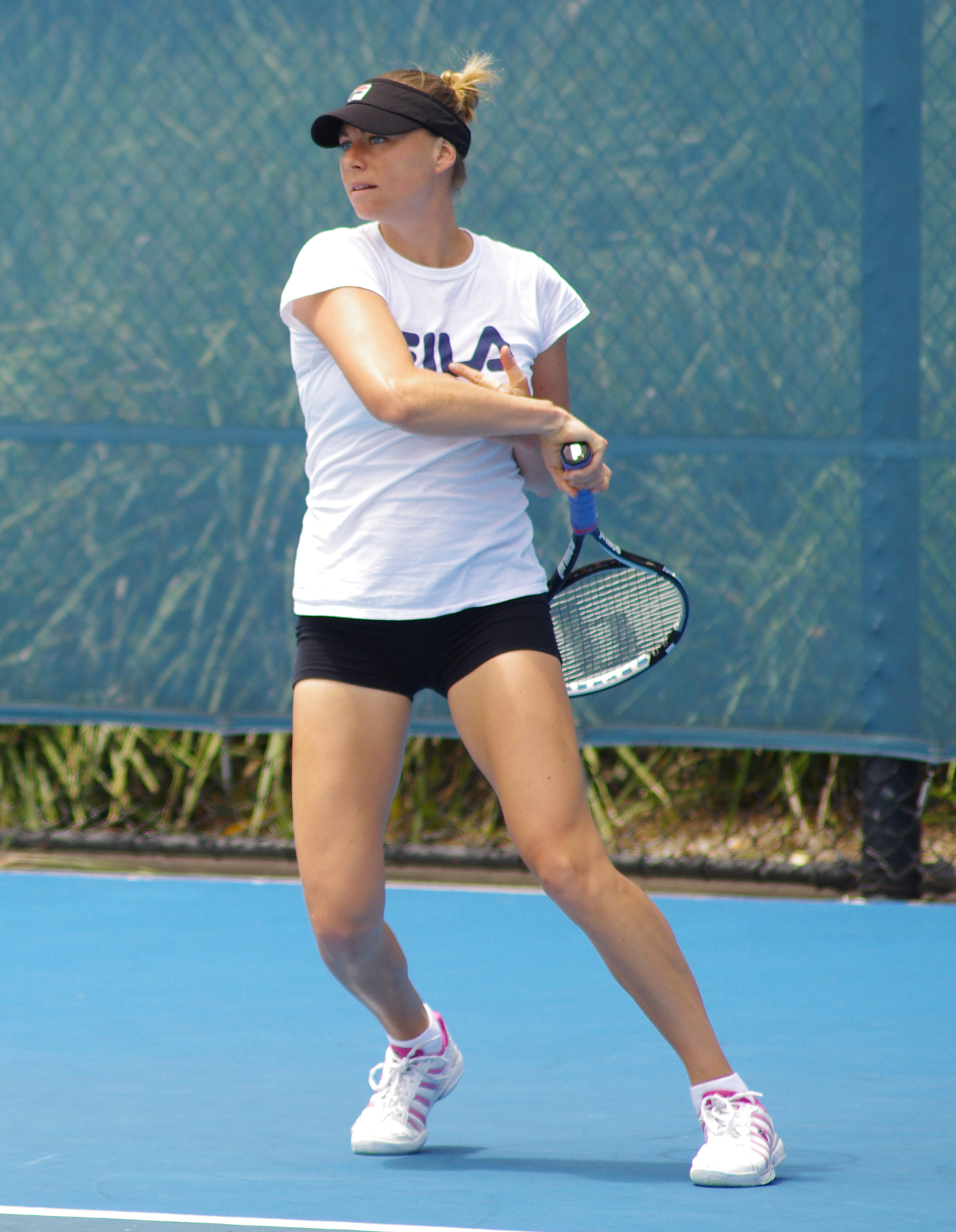
Vera Zvonarëva nel 2012

La Zvonarëva comincia l'anno a Sydney, perdendo subito contro la Kuznecova. All'Australian Open batte nei primi due turni Dulgheru e Hradecká, per poi cedere alla connazionale Ekaterina Makarova in due set. Vince, invece, il doppio insieme a Svetlana Kuznecova, battendo nell'atto conclusivo il duo italiano Errani/Vinci in tre set.
Al torneo di Pattaya si ritira nei quarti contro Sorana Cîrstea sul 2-2 al terzo set. Stessa sorte a Doha, dove nel primo turno contro la rumena Niculescu si ritira quando già era sotto di un set.
Nemmeno nei due Premier americani ottiene fortuna. Dà forfait ad Indian Wells nel match di terzo turno contro Klára Zakopalová senza nemmeno scendere in campo, a causa di una influenza che aveva colpito anche molte giocatrici. Va male anche a Miami dove si fa sorprendere all'esordio dalla wild-card spagnola Garbiñe Muguruza in due facili set.
Sulla terra verde americana di Charleston perde nei quarti contro Lucie Šafářová in due set. Sulla terra blu di Madrid esce all'esordio contro la ceca Petra Cetkovská. Si ritira poi dal Roland Garros per un infortunio alla spalla.
Ritorna a giocare a Wimbledon, ma è costretta ancora al ritiro al terzo turno contro Kim Clijsters per problemi respiratori. Alle Olimpiadi di Londra perde nettamente contro Serena Williams agli ottavi. Salta il resto della stagione per un infortunio alla spalla.

#### 2013
Si ritira dall'Open d'Australia sempre per l'infortunio alla spalla. Il 14 febbraio si opera alla spalla con successo.
In un'intervista la russa ha dichiarato di volere tornare ad allenarsi nel mese di luglio e ritornare nelle competizioni nel 2014.

#### 2014

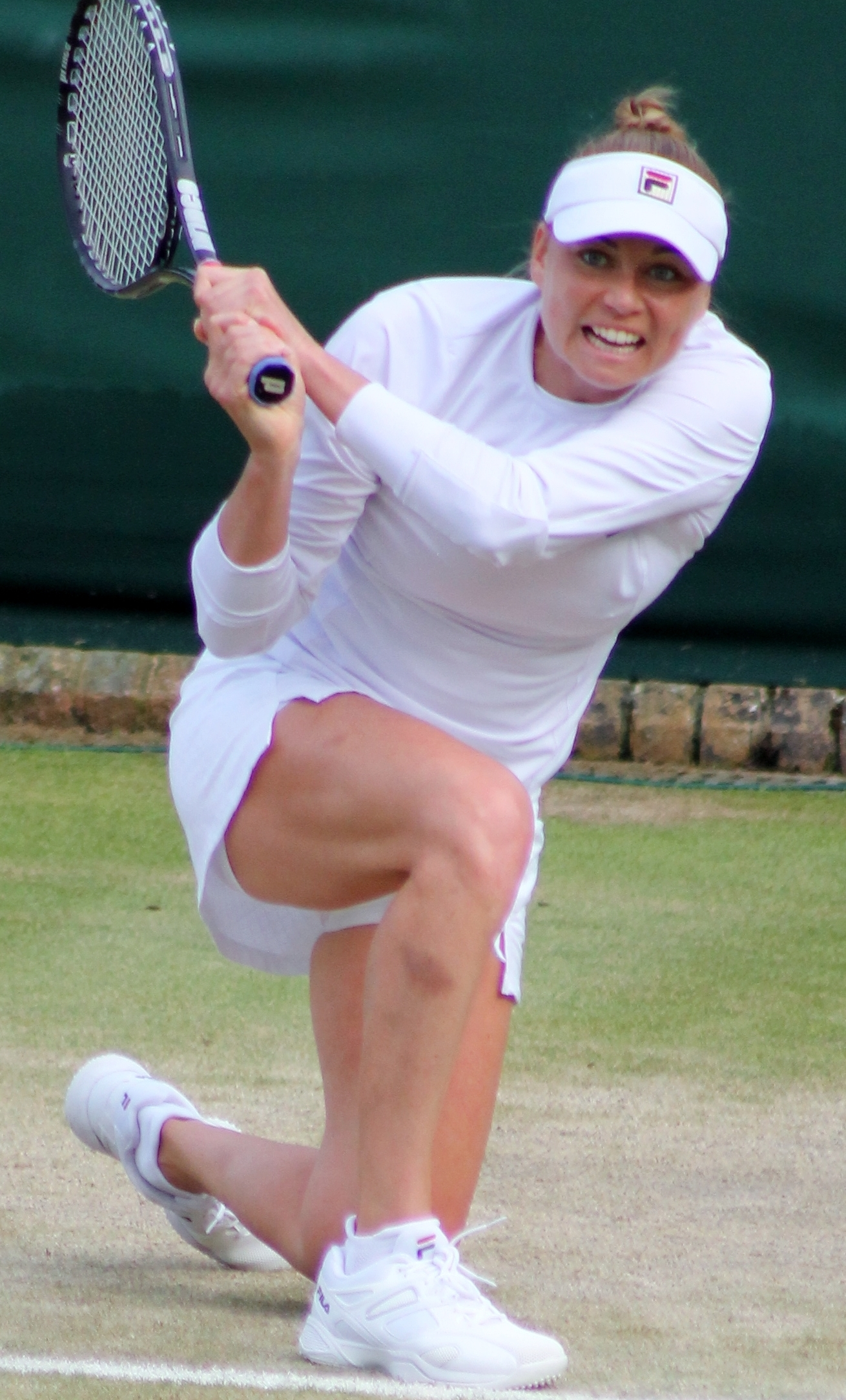
Vera Zvonarëva al Torneo di Wimbledon 2014

Torna ufficialmente in campo dopo sedici mesi il 31 dicembre 2013 nel primo turno dello Shenzhen Open venendo sconfitta con il punteggio di 7-5, 6-3 dalla cinese Li Na.
Torna a giocare un incontro in uno Slam durante l'Australian Open venendo eliminata al primo turno dall'australiana Dellacqua per 6-2, 6-2. In seguito partecipa al torneo di Pattaya, nel corso del quale batte al primo turno Peangtarn Plipuech prima di cedere al turno successivo alla connazionale Ekaterina Makarova.
A marzo partecipa al BNP Paribas Open grazie a una wild card, ma viene subito estromessa dalla cinese Peng Shuai con il punteggio di 4-6, 6-0, 7-5. Al Torneo di Wimbledon batte al primo turno la britannica Tara Moore con il punteggio di 6-4, 6(3)–7, 9-7 e al secondo elimina la giovane promessa croata Donna Vekić con un doppio 6-4, ma giunta ai sedicesimi deve arrendersi alla kazaka Zarina Dijas in tre set per 6(1)–7, 6-3, 3-6.

#### 2015
A inizio stagione Vera prende parte al torneo international di Shenzhen. Arriva sino ai quarti di finale dove si ritira dopo avere perso il primo set con la Bacsinszky. Al primo slam stagionale viene sconfitta al secondo turno dalla numero 1 del mondo Serena Williams con il punteggio di 7-5, 6-0 dopo essere stata avanti per 5-3 nel primo set. Nel mese di febbraio partecipa al torneo di Pattaya City, dove accede al suo secondo quarto di finale stagionale.

#### 2018: ottavo torneo in doppio
Nel torneo Moscow River Cup raggiunge la finale in doppio con la connazionale Anastasija Potapova. Insieme superano la coppia Galina Voskoboeva/Aleksandra Panova imponendosi nettamente per 6-0 6-3.

#### 2019
Comincia la stagione partecipando al torneo di Shenzhen, dove estromette Luksika Kumkhum con un doppio 6-3, Ivana Jorović per 7-5 4-6 6-4 e Veronika Kudermetova con il punteggio di 4-6 7-5 6-3, per poi ritirarsi in semifinale contro Alison Riske per 0-6 0-1 in favore della statunitense. Dopo la mancata qualificazione agli Australian Open conferma il suo ottimo inizio stagionale nel torneo di San Pietroburgo. In terra russa la Zvonarëva si spinge sino alle semifinali, sconfiggendo al primo turno la conterranea ed ex top 10 Ekaterina Makarova per 6-3 6-4, ai sedicesimi la numero 15 del mondo Julia Görges in un match molto lottato finito con il punteggio di 2-6 6-4 6-4. Nei quarti di finale la moscovita si trova davanti la giovane connazionale Dar'ja Kasatkina, che aveva beneficiato nel turno precedente del ritiro della Šarapova. Il match si chiude con il punteggio di 6-3, 7-6 per la Zvonarëva, che in semifinale si trova a fronteggiare Donna Vekić, contro cui perde 2-6 2-6. In seguito si presanta all'Hungarian Ladies Open, dove viene estromessa all'esordio da Alison Van Uytvanck, testa di serie numero uno. Tuttavia si aggiudica il torneo in doppio, in coppia con la connazionale Ekaterina Aleksandrova, superando nell'ultimo atto Fanny Stollár e Heather Watson con il punteggio 6-4 4-6 [10-7]; nel corso del torneo si sono imposte a fatica su Barbora Štefková/Markéta Vondroušová (7-5 2-6 [12-10]), Storm Sanders/Naomi Broady (7-6 7-6) e Anna Blinkova/Anastasija Potapova (4-6 6-4 [10-5]).
Si presenta agli Indian Wells per le qualificazioni, nelle quali è costretta al ritiro sotto di 0-6 0-2 nel secondo turno contro Christina McHale. Una settimana più tardi vince il titolo ITF in Turchia in coppia con Marie Mettraux. Supera le qualificazioni a Stoccarda, ma non va oltre il primo turno perché viene fermata da Viktoryja Azaranka, così come a Rabat (perde contro Lara Arruabarrena), Madrid (cede a Danielle Collins), a Roma non supera le qualificazioni e a Parigi (fermata da Aliona Bolsova).
La russa termina la sua stagione in singolare dopo la sconfitta precoce agli Open di Francia.

#### 2020: secondo titolo in doppio agli US Open
Ritorna in campo nel torneo ITF in Slovacchia, dove si aggiudica il primo match dopo quasi un anno contro Ganna Poznikhirenko, infliggendole un doppio bagel. In seguito perde contro Vlada Koval. Accede alle qualificazioni a San Pietroburgo, ma senza successo, poiché non va oltre il secondo turno per mano di Alizé Cornet. Nel torneo di Doha supera Hsieh Su-wei con un doppio 6-4, prima di venire fermata da Zhang Shuai. Si riscatta nel Challenger di Indian Wells imponendosi su Wang Xiyu per 6-4 6-1; Samantha Stosur per 4-6 6-2 6-2; Kateřina Siniaková, testa di serie numero uno, per 3-6 6-3 6-4 e Laura Siegemund per 6-1 4-6 6-2. In semifinale si ritira senza nemmeno scendere in campo contro Misaki Doi.
Successivamente il mondo del tennis viene bloccato dal 9 marzo al 3 agosto a causa della pandemia di COVID-19. Si presenta nel nuovo torneo International di Lexington non andando oltre il primo turno, sconfitta al terzo set da Jessica Pegula. In coppia con Anna Blinkova, invece, raggiunge la semifinale: vengono superate da Hayley Carter e Luisa Stefani. In seguito partecipa al Cincinnati Masters, sbarazzandosi, partendo dalle qualificazioni, di Danka Kovinić per 6-2 6-2; Astra Sharma per 6-4 6-2; Magda Linette per 1-6 6-3 6-1 e Laura Siegemund per 6-1 6-1. Viene fermata negli ottavi di finale da Johanna Konta in due semplici parziali.
Disputa gli US Open senza successo in singolare: viene sconfitta al primo turno da Leylah Annie Fernandez. Nonostante ciò, insieme a Laura Siegemund, si aggiudica il secondo trofeo Slam a New York, dopo quattordici anni dall'ultimo successo (US Open 2006). Nel percorso verso il titolo, la coppia russo-tedesca si sbarazza in due parziali di Desirae Krawczyk/Alexa Guarachi per 6-3 6-0; Viktoryja Azaranka/Sofia Kenin, settime teste di serie, per 7–6(4) 6-3 e Aryna Sabalenka/Elise Mertens, campionesse uscenti, per 6-4 7–6(1). In semifinale, rimontano le russe Veronika Kudermetova/Anna Blinkova per 5-7 6-3 7-5 e, nell'ultimo atto, eliminano con un doppio 6-4 Nicole Melichar/Xu Yifan.

#### 2023: quarta finale slam e trionfo alle WTA Finals in doppio
Vera conquista con Laura Siegemund il titolo di Washington, battendo in finale Guarachi/Niculescu con un duplice 6-4. A settembre, le due prendono parte allo US Open, dove sono accreditate della 12ª testa di serie: le due, tre anni dopo, tornano in finale nello slam newyorkese, eliminando nei quarti le campionesse di Madrid Haddad Maia/Azaranka (5-7 7-5 6-4) e le sorprese Brady/Stefani in semifinale (6-4 6-1); nell'ultimo atto, la russa e la tedesca cedono il passo alle 16° forze del seeding Gabriela Dabrowski ed Erin Routliffe, con lo score di 6(9)-7 3-6. Grazie ai successi nei due tornei di Ningbo e Nanchang, Laura e Vera riescono a qualificarsi alle WTA Finals di Cancún: la coppia riesce a passare il gruppo "Mahahual" in seconda posizione, battendo le campionesse dell'Australian Open Siniaková/Krejčiková e le n°1 del mondo Gauff/Pegula. Nella loro sesta semifinale stagionale, riescono ad avere la meglio sulle n°2 del seeding Hunter/Mertens, con il punteggio di 3-6 6-3 [10-5]. In finale, sconfiggono con un duplice 6-4 Melichar/Perez, conquistando il quarto e più importante titolo del 2023.
In singolare, Vera raggiunge un quarto di finale WTA per la prima volta in due anni a Ningbo, dove si arrende alla futura campionessa Ons Jabeur.

## Statistiche

### Singolare

#### Vittorie (12)
| Legenda              | Legenda               | Legenda      |
| -------------------- | --------------------- | ------------ |
| Grande Slam (0)      |                       |              |
| Ori Olimpici (0)     |                       |              |
| WTA Finals (0)       |                       |              |
| WTA Elite Trophy (0) |                       |              |
| Prima del 2009       | Dal 2009 al 2020      | Dal 2021     |
| Tier I (0)           | Premier Mandatory (1) | WTA 1000 (0) |
| Tier II (0)          | Premier 5 (0)         | WTA 1000 (0) |
| Tier III (6)         | Premier (1)           | WTA 500 (0)  |
| Tier IV (1)          | International (3)     | WTA 250 (0)  |
| Tier V (0)           | International (3)     | WTA 250 (0)  |

| N.  | Data              | Torneo                                       | Superficie  | Avversaria in finale       | Punteggio        |
| 1.  | 4 maggio 2003     | Croatian Bol Ladies Open, Bol                | Terra rossa | Conchita Martínez Granados | 6-1, 6-3         |
| 2.  | 21 febbraio 2004  | Cellular South Cup, Memphis                  | Cemento (i) | Lisa Raymond               | 4-6, 6-4, 7-5    |
| 3.  | 19 febbraio 2005  | Cellular South Cup, Memphis (2)              | Cemento (i) | Meghann Shaughnessy        | 7-6(3), 6-2      |
| 4.  | 18 giugno 2006    | AEGON Classic, Birmingham                    | Erba        | Jamea Jackson              | 7-6(10), 7-6(5)  |
| 5.  | 23 luglio 2006    | Western & Southern Open, Cincinnati          | Cemento     | Katarina Srebotnik         | 6-2, 6-4         |
| 6.  | 4 maggio 2008     | I. ČLTK Prague Open, Praga                   | Terra rossa | Viktoryja Azaranka         | 7-6(2), 6-2      |
|     | 16 agosto 2008    | Bronzo ai Giochi olimpici, Pechino           | Cemento     | Li Na                      | 6-0, 7-5         |
| 7.  | 21 settembre 2008 | Guangzhou International Women's Open, Canton | Cemento     | Peng Shuai                 | 6(4)-7, 6-0, 6-2 |
| 8.  | 15 febbraio 2009  | PTT Pattaya Open, Pattaya                    | Cemento     | Sania Mirza                | 7-5, 6-1         |
| 9.  | 22 marzo 2009     | BNP Paribas Open, Indian Wells               | Cemento     | Ana Ivanović               | 7-6(5), 6-2      |
| 10. | 14 febbraio 2010  | PTT Pattaya Open, Pattaya (2)                | Cemento     | Tamarine Tanasugarn        | 6-4, 6-4         |
| 11. | 26 febbraio 2011  | Qatar Ladies Open, Doha                      | Cemento     | Caroline Wozniacki         | 6-4, 6-4         |
| 12. | 24 luglio 2011    | Baku Cup, Baku                               | Cemento     | Ksenija Pervak             | 6-1, 6-4         |

#### Sconfitte (18)
| Legenda              | Legenda               | Legenda      |
| -------------------- | --------------------- | ------------ |
| Grande Slam (2)      |                       |              |
| Argenti Olimpici (0) |                       |              |
| WTA Finals (1)       |                       |              |
| WTA Elite Trophy (0) |                       |              |
| Prima del 2009       | Dal 2009 al 2020      | Dal 2021     |
| Tier I (3)           | Premier Mandatory (1) | WTA 1000 (0) |
| Tier II (2)          | Premier 5 (2)         | WTA 1000 (0) |
| Tier III (1)         | Premier (2)           | WTA 500 (0)  |
| Tier IV (3)          | International (0)     | WTA 250 (0)  |
| Tier V (1)           | International (0)     | WTA 250 (0)  |

| N.  | Data              | Torneo                                            | Superficie    | Avversaria in finale | Punteggio        |
| 1.  | 8 luglio 2002     | Internazionali Femminili di Palermo, Palermo      | Terra rossa   | Mariana Díaz Oliva   | 7-6(6), 1-6, 3-6 |
| 2.  | 16 agosto 2004    | Western & Southern Open, Cincinnati               | Cemento       | Lindsay Davenport    | 3-6, 2-6         |
| 3.  | 25 ottobre 2004   | Advanta Championships of Philadelphia, Filadelfia | Sintetico (i) | Amélie Mauresmo      | 6-3, 2-6, 2-6    |
| 4.  | 7 gennaio 2006    | ASB Classic, Auckland                             | Cemento       | Marion Bartoli       | 2-6, 2-6         |
| 5.  | 6 gennaio 2007    | ASB Classic, Auckland (2)                         | Cemento       | Jelena Janković      | 6(9)-7, 7-5, 3-6 |
| 6.  | 11 gennaio 2008   | Moorilla Hobart International, Hobart             | Cemento       | Eléni Daniilídou     | w/o              |
| 7.  | 24 febbraio 2008  | Qatar Total Open, Doha                            | Cemento       | Marija Šarapova      | 1-6, 6-2, 0-6    |
| 8.  | 20 aprile 2008    | Family Circle Cup, Charleston                     | Terra verde   | Serena Williams      | 4-6, 6-3, 3-6    |
| 9.  | 12 ottobre 2008   | Kremlin Cup, Mosca                                | Sintetico (i) | Jelena Janković      | 2-6, 4-6         |
| 10. | 26 ottobre 2008   | Generali Ladies Linz, Linz                        | Cemento (i)   | Ana Ivanović         | 2-6, 1-6         |
| 11. | 9 novembre 2008   | Sony Ericsson Championships, Doha                 | Cemento       | Venus Williams       | 7-6(5), 0-6, 2-6 |
| 12. | 18 aprile 2010    | Family Circle Cup, Charleston (2)                 | Terra verde   | Samantha Stosur      | 0-6, 3-6         |
| 13. | 3 luglio 2010     | Torneo di Wimbledon, Londra                       | Erba          | Serena Williams      | 3-6, 2-6         |
| 14. | 23 agosto 2010    | Rogers Cup, Montréal                              | Cemento       | Caroline Wozniacki   | 3-6, 2-6         |
| 15. | 11 settembre 2010 | US Open, New York                                 | Cemento       | Kim Clijsters        | 2-6, 1-6         |
| 16. | 11 ottobre 2010   | China Open, Pechino                               | Cemento       | Caroline Wozniacki   | 3-6, 6-3, 3-6    |
| 17. | 7 agosto 2011     | San Diego Open, San Diego                         | Cemento       | Agnieszka Radwańska  | 3-6, 4-6         |
| 18. | 1º ottobre 2011   | Toray Pan Pacific Open, Tokyo                     | Cemento       | Agnieszka Radwańska  | 3-6, 2-6         |

### Doppio

#### Vittorie (16)
| Legenda              | Legenda               | Legenda      |
| -------------------- | --------------------- | ------------ |
| Grande Slam (3)      |                       |              |
| Ori Olimpici (0)     |                       |              |
| WTA Finals (1)       |                       |              |
| WTA Elite Trophy (0) |                       |              |
| Prima del 2009       | Dal 2009 al 2020      | Dal 2021     |
| Tier I (2)           | Premier Mandatory (1) | WTA 1000 (1) |
| Tier II (0)          | Premier 5 (0)         | WTA 1000 (1) |
| Tier III (0)         | Premier (1)           | WTA 500 (1)  |
| Tier IV (1)          | International (2)     | WTA 250 (3)  |
| Tier V (0)           | International (2)     | WTA 250 (3)  |

| N.  | Data              | Torneo                                        | Superficie    | Partner                | Avversaria in finale                   | Punteggio        |
| 1.  | 10 ottobre 2004   | Kremlin Cup, Mosca                            | Sintetico (i) | Anastasija Myskina     | Virginia Ruano Pascual Paola Suárez    | 6-3, 4-6, 6-2    |
| 2.  | 2 maggio 2005     | Qatar Telecom German Open, Berlino            | Terra rossa   | Elena Lichovceva       | Cara Black Liezel Huber                | 4-6, 6-4, 6-3    |
| 3.  | 2 gennaio 2006    | ASB Classic, Auckland                         | Cemento       | Elena Lichovceva       | Émilie Loit Barbora Záhlavová-Strýcová | 6-3, 6-4         |
| 4.  | 28 agosto 2006    | US Open, New York                             | Cemento       | Nathalie Dechy         | Dinara Safina Katarina Srebotnik       | 7-6(5), 7-5      |
| 5.  | 21 marzo 2009     | BNP Paribas Open, Indian Wells                | Cemento       | Viktoryja Azaranka     | Gisela Dulko Shahar Peer               | 6-4, 3-6, [10-5] |
| 6.  | 27 gennaio 2012   | Australian Open, Melbourne                    | Cemento       | Svetlana Kuznecova     | Sara Errani Roberta Vinci              | 5-7, 6-4, 6-3    |
| 7.  | 4 febbraio 2018   | St. Petersburg Ladies Trophy, San Pietroburgo | Cemento (i)   | Timea Bacsinszky       | Alla Kudrjavceva Katarina Srebotnik    | 2-6, 6-1, [10–3] |
| 8.  | 29 luglio 2018    | Moscow River Cup, Mosca                       | Terra rossa   | Anastasija Potapova    | Aleksandra Panova Galina Voskoboeva    | 6-0, 6-3         |
| 9.  | 24 febbraio 2019  | Hungarian Ladies Open, Budapest               | Cemento (i)   | Ekaterina Aleksandrova | Fanny Stollár Heather Watson           | 6-4, 4-6, [10-7] |
| 10. | 11 settembre 2020 | US Open, New York (2)                         | Cemento       | Laura Siegemund        | Nicole Melichar Xu Yifan               | 6-4, 6-4         |
| 11. | 6 marzo 2022      | Open 6ème Sens Métropole de Lyon, Lione       | Cemento (i)   | Laura Siegemund        | Alicia Barnett Olivia Nicholls         | 7-5, 6-1         |
| 12. | 3 aprile 2022     | Miami Open, Miami Gardens                     | Cemento       | Laura Siegemund        | Veronika Kudermetova Elise Mertens     | 7-6(3), 7-5      |
| 13. | 5 agosto 2023     | Mubadala Citi DC Open, Washington             | Cemento       | Laura Siegemund        | Alexa Guarachi Monica Niculescu        | 6-4, 6-4         |
| 14. | 30 settembre 2023 | Ningbo Open, Ningbo                           | Cemento       | Laura Siegemund        | Guo Hanyu Jiang Xinyu                  | 4-6, 6-3, [10-5] |
| 15. | 22 ottobre 2023   | Jiangxi Open, Nanchang                        | Cemento       | Laura Siegemund        | Eri Hozumi Makoto Ninomiya             | 6-4, 6-2         |
| 16. | 6 novembre 2023   | WTA Finals, Cancún                            | Cemento       | Laura Siegemund        | Nicole Melichar-Martinez Ellen Perez   | 6-4, 6-4         |

#### Sconfitte (7)
| Legenda              | Legenda               | Legenda      |
| -------------------- | --------------------- | ------------ |
| Grande Slam (2)      |                       |              |
| Argenti Olimpici (0) |                       |              |
| WTA Finals (0)       |                       |              |
| WTA Elite Trophy (0) |                       |              |
| Prima del 2009       | Dal 2009 al 2020      | Dal 2021     |
| Tier I (1)           | Premier Mandatory (0) | WTA 1000 (0) |
| Tier II (3)          | Premier 5 (0)         | WTA 1000 (0) |
| Tier III (1)         | Premier (0)           | WTA 500 (0)  |
| Tier IV (0)          | International (0)     | WTA 250 (0)  |
| Tier V (0)           | International (0)     | WTA 250 (0)  |

| N. | Data              | Torneo                                 | Superficie    | Partner            | Avversaria in finale              | Punteggio   |
| 1. | 5 ottobre 2003    | Kremlin Cup, Mosca                     | Sintetico (i) | Anastasija Myskina | Nadia Petrova Meghann Shaughnessy | 3-6, 4-6    |
| 2. | 22 febbraio 2004  | Cellular South Cup, Memphis            | Cemento (i)   | Marija Šarapova    | Åsa Svensson Meilen Tu            | 4-6, 6(0)-7 |
| 3. | 18 giugno 2005    | International Women's Open, Eastbourne | Erba          | Elena Lichovceva   | Lisa Raymond Rennae Stubbs        | 3-6, 5-7    |
| 4. | 30 luglio 2005    | Bank of the West Classic, Stanford     | Cemento       | Elena Lichovceva   | Lisa Raymond Rennae Stubbs        | 3-6, 5-7    |
| 5. | 20 luglio 2008    | Bank of the West Classic, Stanford (2) | Cemento       | Elena Vesnina      | Cara Black Liezel Huber           | 4-6, 3-6    |
| 6. | 5 luglio 2010     | Torneo di Wimbledon, Londra            | Erba          | Elena Vesnina      | Vania King Jaroslava Švedova      | 6(6)-7, 2-6 |
| 7. | 10 settembre 2023 | US Open, New York                      | Cemento       | Laura Siegemund    | Gabriela Dabrowski Erin Routliffe | 6(9)-7, 3-6 |

### Doppio misto

#### Vittorie (2)
| Tornei del Grande Slam  |
| ----------------------- |
| Australian Open (0)     |
| Open di Francia (0)     |
| Torneo di Wimbledon (1) |
| US Open (1)             |

| No. | Data              | Torneo                      | Superficie | Partner   | Avversario in finale         | Punteggio |
| 1.  | 12 settembre 2004 | US Open, New York           | Cemento    | Bob Bryan | Todd Woodbridge Alicia Molik | 6-3, 6-4  |
| 2.  | 16 luglio 2006    | Torneo di Wimbledon, Londra | Erba       | Andy Ram  | Bob Bryan Venus Williams     | 6-3, 6-2  |

## Circuito WTA 125

### Singolare

#### Sconfitte (1)
| N. | Data              | Torneo                             | Superficie | Avversaria in finale | Punteggio |
| 1. | 10 settembre 2017 | Dalian Women's Tennis Open, Dalian | Cemento    | Kateryna Kozlova     | 4-6, 2-6  |

### Doppio

#### Vittorie (2)
| N. | Data             | Torneo                   | Superficie  | Partner          | Avversaria in finale            | Punteggio            |
| 1. | 19 dicembre 2021 | Open de Limoges, Limoges | Cemento (i) | Monica Niculescu | Estelle Cascino Jessika Ponchet | 6-4, 6-4             |
| 2. | 20 maggio 2023   | Trophée Clarins, Parigi  | Terra rossa | Anna Danilina    | Nadiia Kičenok Alycia Parks     | 5-7, 7-6(2), [14-12] |

#### Sconfitte (3)
| N. | Data             | Torneo                          | Superficie  | Partner          | Avversaria in finale                   | Punteggio         |
| 1. | 11 novembre 2018 | Engie Open de Limoges, Limoges  | Cemento (i) | Timea Bacsinszky | Veronika Kudermetova Galina Voskoboeva | 5-7, 4-6          |
| 2. | 12 dicembre 2021 | Open Angers Arena Loire, Angers | Cemento (i) | Monica Niculescu | Tereza Mihalíková Greet Minnen         | 6-4, 1-6, [8-10]  |
| 3. | 30 marzo 2024    | Megasaray Hotels Open, Adalia   | Terra rossa | Tímea Babos      | Angelica Moratelli Camilla Rosatello   | 3-6, 6-3, [13-15] |

## Statistiche ITF

### Singolare

#### Vittorie (3)
| Torneo $100.000 (0) |
| Torneo $80.000 (0)  |
| Torneo $75.000 (0)  |
| Torneo $60.000 (0)  |
| Torneo $50.000 (1)  |
| Torneo $40.000 (0)  |
| Torneo $25.000 (0)  |
| Torneo $15.000 (1)  |
| Torneo $10.000 (1)  |

| N. | Data              | Torneo                                    | Superficie    | Avversaria in finale | Punteggio        |
| 1. | 24 settembre 2000 | ITF Women's Circuit Moscow, Mosca         | Sintetico (i) | Marija Goloviznina   | 6–4, 6–2         |
| 2. | 14 aprile 2002    | ITF Women's Circuit Naples, Naples        | Terra verde   | Maureen Drake        | 6-1, 6–3         |
| 3. | 27 luglio 2017    | Jolie Ville Golf Women's, Sharm el-Sheikh | Cemento       | Tereza Mihalíková    | 1-6, 7-6(4), 7-5 |

#### Sconfitte (1)
| Torneo $100.000 (0) |
| Torneo $80.000 (0)  |
| Torneo $75.000 (0)  |
| Torneo $60.000 (0)  |
| Torneo $50.000 (0)  |
| Torneo $40.000 (0)  |
| Torneo $25.000 (1)  |
| Torneo $15.000 (0)  |
| Torneo $10.000 (0)  |

| N. | Data            | Torneo                     | Superficie  | Avversaria in finale | Punteggio |
| 1. | 31 ottobre 2020 | Republican Girls, Istanbul | Cemento (i) | Kaia Kanepi          | 3-6, 3-6  |

### Doppio

#### Vittorie (2)
| Torneo $100.000 (1) |
| Torneo $80.000 (0)  |
| Torneo $75.000 (0)  |
| Torneo $60.000 (0)  |
| Torneo $50.000 (0)  |
| Torneo $40.000 (0)  |
| Torneo $25.000 (0)  |
| Torneo $15.000 (1)  |
| Torneo $10.000 (0)  |

| N. | Data             | Torneo                             | Superficie  | Compagna       | Avversarie in finale              | Punteggio         |
| 1. | 13 aprile 2019   | Tennis Organisation, Adalia        | Terra rossa | Marie Mettraux | Karolína Kubáňová Nikola Tomanová | 6-3, 0-6, [12-10] |
| 2. | 10 dicembre 2023 | Al Habtoor Tennis Challenge, Dubai | Cemento     | Tímea Babos    | Olivia Nicholls Heather Watson    | 6-1, 2-6, [10-7]  |

#### Sconfitte (2)
| Torneo $100.000 (0) |
| Torneo $80.000 (0)  |
| Torneo $75.000 (0)  |
| Torneo $60.000 (0)  |
| Torneo $50.000 (1)  |
| Torneo $40.000 (0)  |
| Torneo $25.000 (0)  |
| Torneo $15.000 (0)  |
| Torneo $10.000 (1)  |

| N. | Data           | Torneo                                                      | Superficie  | Compagna            | Avversarie in finale               | Punteggio     |
| 1. | 21 aprile 2001 | Torneo Internazionale Femminile Città di Cagliari, Cagliari | Terra rossa | Aleksandra Srndovic | Giulia Meruzzi Andreea Ehritt-Vanc | 1–6, 3–6      |
| 2. | 14 aprile 2002 | ITF Women's Circuit Naples, Naples                          | Terra verde | Gisela Dulko        | Rika Hiraki Nana Miyagi            | 5–7, 6–4, 5–7 |

## Risultati in progressione
| Sigla | Risultato               |
| ----- | ----------------------- |
| V     | Vincitore               |
| F     | Finalista               |
| SF    | Semifinalista           |
| O     | Oro olimpico            |
| A     | Argento olimpico        |
| SF    | Bronzo olimpico         |
| QF    | Quarti di Finale        |
| 4T    | Quarto turno            |
| 3T    | Terzo turno             |
| 2T    | Secondo turno           |
| 1T    | Primo turno             |
| RR    | Round Robin             |
| LQ    | Turno di qualificazione |
| A     | Assente                 |
| ND    | Non disputato           |

| Legenda superfici    |
| -------------------- |
| Cemento              |
| Terra battuta        |
| Erba                 |
| Superficie variabile |

### Singolare
| Tornei del Grande Slam    |                 |                 |                 |                 |               |                 |                 |                 |               |               |               |               |                 |                 |                 |                 |                 |                 |                 |                 |          |         |        |
| Australian Open           | A               | A               | A               | 1T              | 4T            | 2T              | 1T              | 4T              | 1T            | SF            | 4T            | SF            | 3T              | A               | 1T              | 2T              | A               | A               | Q1              | Q1              | 0 / 12   | 23–12   |        |
| Open di Francia           | A               | A               | 4T              | QF              | 3T            | 3T              | 1T              | A               | 4T            | A             | 2T            | 4T            | A               | A               | A               | A               | A               | A               | A               |                 | 0 / 8    | 18–8    |        |
| Wimbledon                 | A               | A               | 2T              | 4T              | 4T            | 2T              | 1T              | A               | 2T            | 3T            | F             | 3T            | 3T              | A               | 3T              | A               | A               | A               | 1T              |                 | 0 / 12   | 23–12   |        |
| US Open                   | A               | A               | 3T              | 3T              | 4T            | A               | 3T              | 3T              | 2T            | 4T            | F             | QF            | A               | A               | A               | A               | A               | Q2              | 2T              |                 | 0 / 10   | 26–10   |        |
| Vittorie-sconfitte        | 0–0             | 0–0             | 6–3             | 9–4             | 11–4          | 4–3             | 2–4             | 5–2             | 5–4           | 10–2          | 16–4          | 14–4          | 4–2             | 0–0             | 2–2             | 1-1             | 0–0             | 0–0             | 1–2             | 0–0             | 0 / 42   | 90–42   |        |
| Tornei di fine anno       |                 |                 |                 |                 |               |                 |                 |                 |               |               |               |               |                 |                 |                 |                 |                 |                 |                 |                 |          |         |        |
| WTA Tour Championships    | Non qualificata | Non qualificata | Non qualificata | Non qualificata | RR            | Non qualificata | Non qualificata | Non qualificata | F             | RR            | SF            | SF            | Non qualificata | Non qualificata | Non qualificata | Non qualificata | Non qualificata | Non qualificata | Non qualificata | Non qualificata | 0 / 5    | 8–9     |        |
| Giochi Olimpici           |                 |                 |                 |                 |               |                 |                 |                 |               |               |               |               |                 |                 |                 |                 |                 |                 |                 |                 |          |         |        |
| Giochi olimpici estivi    | A               | Non disputato   | Non disputato   | Non disputato   | A             | Non disputato   | Non disputato   | Non disputato   | SF-B          | Non disputato | Non disputato | Non disputato | 3T              | Non disputato   | Non disputato   | Non disputato   | A               | Non disputato   | Non disputato   | Non disputato   | 0 / 1    | 5–1     |        |
| WTA Premier Mandatory     |                 |                 |                 |                 |               |                 |                 |                 |               |               |               |               |                 |                 |                 |                 |                 |                 |                 |                 |          |         |        |
| Indian Wells              | A               | A               | A               | QF              | 4T            | A               | A               | QF              | QF            | V             | 4T            | 3T            | 3T              | A               | 1T              | 1T              | A               | A               | 1T              |                 | 1 / 11   | 22–10   |        |
| Miami                     | A               | Q1              | 1T              | 1T              | 3T            | 2T              | 2T              | 4T              | SF            | 3T            | 4T            | SF            | 2T              | A               | A               | 1T              | A               | A               | A               |                 | 0 / 12   | 15–12   |        |
| Madrid                    | Non disputato   | Non disputato   | Non disputato   | Non disputato   | Non disputato | Non disputato   | Non disputato   | Non disputato   | Non disputato | A             | 2T            | 3T            | 1T              | A               | A               | A               | A               | A               | A               |                 | 0 / 3    | 3–3     |        |
| Pechino                   | ND              | Tier IV         | Tier IV         | Tier IV         | Tier II       | Tier II         | Tier II         | Tier II         | Tier II       | QF            | F             | 3T            | A               | A               | A               | A               | A               | A               | A               |                 | 0 / 3    | 10–3    |        |
| WTA Premier 5             |                 |                 |                 |                 |               |                 |                 |                 |               |               |               |               |                 |                 |                 |                 |                 |                 |                 |                 |          |         |        |
| Dubai                     | Tier II         | Tier II         | Tier II         | Tier II         | Tier II       | Tier II         | Tier II         | Tier II         | Tier II       | QF            | QF            | 3T            | Premier         | Premier         | Premier         | 1T              | P               | A               | P               | A               | 0 / 4    | 6–4     |        |
| Doha                      | ND              | Tier III        | Tier III        | Tier III        | Tier II       | Tier II         | Tier II         | Tier II         | F             | Non disputato | Non disputato | P             | 2T              | A               | A               | P               | A               | P               | Q2              | P               | 0 / 2    | 5–2     |        |
| Roma                      | A               | A               | A               | A               | SF            | SF              | 3T              | A               | 3T            | A             | 1T            | A             | A               | A               | A               | A               | A               | A               | A               |                 | 0 / 5    | 10–5    |        |
| Montreal / Toronto        | A               | A               | Q2              | QF              | SF            | A               | A               | A               | 2T            | 3T            | F             | 3T            | A               | A               | A               | A               | A               | A               | A               |                 | 0 / 6    | 13–6    |        |
| Cincinnati                | Non disputato   | Non disputato   | Non disputato   | Non disputato   | Tier III      | Tier III        | Tier III        | Tier III        | Tier III      | 3T            | 3T            | SF            | A               | A               | A               | A               | A               | A               | A               |                 | 0 / 3    | 5–3     |        |
| Tokyo                     | A               | A               | A               | A               | A             | A               | A               | 1T              | A             | 2T            | QF            | F             | A               | A               | Premier         | Premier         | Premier         | Premier         | Premier         | Premier         | 0 / 4    | 6–4     |        |
| Tier I                    |                 |                 |                 |                 |               |                 |                 |                 |               |               |               |               |                 |                 |                 |                 |                 |                 |                 |                 |          |         |        |
| Charleston                | A               | A               | A               | QF              | QF            | 2T              | 2T              | SF              | F             | Premier       | Premier       | Premier       | Premier         | Premier         | Premier         | Premier         | Premier         | Premier         | Premier         | Premier         | 0 / 6    | 15–6    |        |
| Berlino                   | A               | A               | A               | QF              | 2T            | 2T              | 2T              | A               | A             | Non disputato | Non disputato | Non disputato | Non disputato   | Non disputato   | Non disputato   | Non disputato   | Non disputato   | Non disputato   | Non disputato   | Non disputato   | 0 / 4    | 5–4     |        |
| San Diego                 | Tier II         | Tier II         | Tier II         | Tier II         | SF            | 2T              | 3T              | A               | Non disputato | Non disputato | Premier       | Premier       | Premier         | Premier         | Premier         | Premier         | Premier         | Premier         | Premier         | Premier         | 0 / 3    | 5–3     |        |
| Mosca                     | 2T              | Q2              | 1T              | QF              | QF            | 2T              | QF              | QF              | F             | Premier       | Premier       | Premier       | Premier         | Premier         | Premier         | Premier         | Premier         | Premier         | Premier         | Premier         | 0 / 8    | 14–8    |        |
| Zurigo                    | A               | A               | Q3              | QF              | 2T            | 1T              | A               | 2T              | T II          | Non disputato | Non disputato | Non disputato | Non disputato   | Non disputato   | Non disputato   | Non disputato   | Non disputato   | Non disputato   | Non disputato   | Non disputato   | 0 / 4    | 3–4     |        |
| Carriera                  | 2000            | 2001            | 2002            | 2003            | 2004          | 2005            | 2006            | 2007            | 2008          | 2009          | 2010          | 2011          | 2012            | 2013            | 2014            | 2015            | 2016            | 2017            | 2018            | 2019            | Totale   | Totale  |        |
| Tornei giocati            | 1               | 0               | 11              | 23              | 26            | 22              | 24              | 14              | 25            | 17            | 19            | 22            | 10              | 0               | 4               | 9               | 0               | 10              | 20              | 4               | 261      | 261     |        |
| Titoli                    | 0               | 0               | 0               | 1               | 1             | 1               | 2               | 0               | 2             | 2             | 1             | 2             | 0               | 0               | 0               | 0               | 0               | 0               | 0               | 0               | 12       | 12      |        |
| Finali raggiunte          | 0               | 0               | 1               | 1               | 3             | 1               | 3               | 1               | 8             | 2             | 6             | 4             | 0               | 0               | 0               | 0               | 0               | 0               | 0               | 0               | 30       | 30      |        |
| Cemento                   | N.D.            | N.D.            | 3–4             | 19–14           | 33–18         | 11–12           | 23–14           | 19–8            | 47–17         | 30–12         | 37–12         | 42–16         | 5–5             | 0–0             | 1–4             | 7-8             | 0–0             | 3-1             | 5-6             | 3-1             | 9 / 159  | 288–152 |        |
| Terra rossa               | N.D.            | N.D.            | 15–5            | 21–6            | 12–6          | 7–6             | 5–5             | 4–1             | 15–3          | 1–1           | 6–4           | 8–4           | 2–2             | 0–0             | 0–0             | 0–0             | 0–0             | 1-2             | 0–0             | 0–0             | 2 / 47   | 97–45   |        |
| Erba                      | N.D.            | N.D.            | 1–1             | 3–1             | 5–2           | 2–2             | 7–2             | 0–0             | 1–2           | 2–1           | 6–2           | 4–2           | 4–2             | 0–0             | 2–1             | 0–0             | 0–0             | 0–0             | 0-1             | 0–0             | 1 / 21   | 37–19   |        |
| Sintetico                 | 1–1             | N.D.            | 0–1             | 2–1             | 2–1           | 1–1             | 2–1             | 7–5             | 0–0           | 0–0           | 0–0           | 0–0           | 0–0             | 0–0             | 0–0             | 0–0             | 0–0             | 0–0             | 0–0             | 0–0             | 0 / 11   | 15–11   |        |
| Vittorie-sconfitte totali | 1–1             | 0–0             | 19–11           | 45–22           | 52–27         | 21–21           | 37–22           | 30–14           | 63–22         | 33–14         | 49–18         | 54–22         | 11–9            | 0–0             | 3–5             | 7-8             | 0-0             | 3-1             | 6-9             | 3-1             | 12 / 238 | 437–227 |        |
| Percentuale vittorie      | 50%             | 0%              | 63%             | 67%             | 66%           | 50%             | 63%             | 68%             | 74%           | 70%           | 73%           | 71%           | 55%             | 0%              | 38%             | 47%             | 0%              | 75%             | 40%             | 75%             | 65.81%   | 65.81%  | 65.81% |
| Ranking di fine anno      | 357             | 365             | 45              | 13              | 11            | 42              | 24              | 23              | 7             | 9             | 2             | 7             | 98              | N/A             | 251             | 182             | N/A             | 204             | 123             | 77              |          |         |        |

## Vittorie contro giocatrici top 10
| Stagione | 2003 | 2004 | 2005 | 2006 | 2007 | 2008 | 2009 | 2010 | 2011 | 2012 | 2013 | 2014 | 2015 | 2016 | 2017 | 2018 | 2019 | 2020 | 2021 | Totale |
| Vittorie | 2    | 3    | 0    | 1    | 1    | 7    | 2    | 10   | 5    | 0    | 0    | 0    | 0    | 0    | 0    | 1    | 0    | 0    | 1    | 33     |

| #    | Giocatrice             | Ranking | Evento                            | Superficie    | Turno | Punteggio        | Rank. VZR |
| ---- | ---------------------- | ------- | --------------------------------- | ------------- | ----- | ---------------- | --------- |
| 2003 |                        |         |                                   |               |       |                  |           |
| 1.   | Anastasija Myskina     | 10      | German Open, Berlino              | Terra rossa   | 2T    | 6–1, 6–2         | 25        |
| 2.   | Venus Williams         | 3       | Open di Francia, Parigi           | Terra rossa   | 4T    | 2–6, 6–2, 6–4    | 21        |
| 2004 |                        |         |                                   |               |       |                  |           |
| 3.   | Svetlana Kuznecova     | 9       | Acura Classic, San Diego          | Cemento       | 3T    | 6–2, 6–3         | 15        |
| 4.   | Marija Šarapova        | 8       | Rogers Cup, Montréal              | Cemento       | 3T    | 4–6, 6–4, 6–4    | 14        |
| 5.   | Jennifer Capriati      | 9       | Advanta Championships, Filadelfia | Cemento (i)   | QF    | 6–0, 6–1         | 11        |
| 2006 |                        |         |                                   |               |       |                  |           |
| 6.   | Svetlana Kuznecova (2) | 4       | Kremlin Cup, Mosca                | Sintetico (i) | 2T    | 6–1, 6–3         | 29        |
| 2007 |                        |         |                                   |               |       |                  |           |
| 7.   | Marija Šarapova (2)    | 1       | Pacific Life Open, Indian Wells   | Cemento       | 4T    | 4–6, 7–5, 6–1    | 20        |
| 2008 |                        |         |                                   |               |       |                  |           |
| 8.   | Jelena Janković        | 5       | Family Circle Cup, Charleston     | Terra verde   | QF    | 6–2, 3–6, 6–2    | 17        |
| 9.   | Elena Dement'eva       | 8       | Family Circle Cup, Charleston     | Terra verde   | SF    | 6–3, 6–7(2), 6–3 | 17        |
| 10.  | Dinara Safina          | 3       | Kremlin Cup, Mosca                | Cemento (i)   | SF    | 6–2, 7–6(5)      | 9         |
| 11.  | Svetlana Kuznecova (3) | 7       | WTA Tour Championships, Doha      | Cemento       | RR    | 6–2, 6–3         | 9         |
| 12.  | Ana Ivanović           | 4       | WTA Tour Championships, Doha      | Cemento       | RR    | 6–3, 6–7(5), 6–4 | 9         |
| 13.  | Jelena Janković (2)    | 1       | WTA Tour Championships, Doha      | Cemento       | RR    | 2–6, 6–3, 6–4    | 9         |
| 14.  | Elena Dement'eva (2)   | 5       | WTA Tour Championships, Doha      | Cemento       | SF    | 7–6(7), 3–6, 6–3 | 9         |
| 2009 |                        |         |                                   |               |       |                  |           |
| 15.  | Ana Ivanović (2)       | 7       | BNP Paribas Open, Indian Wells    | Cemento       | F     | 7–6(5), 6–2      | 6         |
| 16.  | Flavia Pennetta        | 10      | China Open, Pechino               | Cemento       | 3T    | 6–3, 5–7, 7–5    | 7         |
| 2010 |                        |         |                                   |               |       |                  |           |
| 17.  | Jelena Janković (2)    | 8       | Dubai Tennis Championships, Dubai | Cemento       | 3T    | 6–3, 6–2         | 14        |
| 18.  | Caroline Wozniacki     | 2       | Family Circle Cup, Charleston     | Cemento       | SF    | 5–2 rit.         | 22        |
| 19.  | Jelena Janković (4)    | 3       | Torneo di Wimbledon, Londra       | Erba          | 4T    | 6–1, 3–0 rit.    | 21        |
| 20.  | Kim Clijsters          | 8       | Torneo di Wimbledon, Londra       | Erba          | QF    | 3–6, 6–4, 6–2    | 21        |
| 21.  | Kim Clijsters (2)      | 4       | Rogers Cup, Montréal              | Cemento       | QF    | 2–6, 6–3, 6–2    | 11        |
| 22.  | Caroline Wozniacki (2) | 2       | US Open, New York                 | Cemento       | SF    | 6–4, 6–3         | 8         |
| 23.  | Francesca Schiavone    | 6       | China Open, Pechino               | Cemento       | QF    | 6–0, 6–2         | 4         |
| 24.  | Jelena Janković (5)    | 8       | WTA Tour Championships, Doha      | Cemento       | RR    | 6–3, 6–0         | 2         |
| 25.  | Viktoryja Azaranka     | 10      | WTA Tour Championships, Doha      | Cemento       | RR    | 7–6(4), 6–4      | 2         |
| 26.  | Kim Clijsters (3)      | 4       | WTA Tour Championships, Doha      | Cemento       | RR    | 6–4, 7–5         | 2         |
| 2011 |                        |         |                                   |               |       |                  |           |
| 27.  | Jelena Janković (6)    | 6       | Qatar Ladies Open, Doha           | Cemento       | SF    | 6–1, 2–6, 6–4    | 3         |
| 28.  | Caroline Wozniacki (3) | 1       | Qatar Ladies Open, Doha           | Cemento       | F     | 6–4, 6–4         | 3         |
| 29.  | Marion Bartoli         | 10      | Sony Ericsson Open, Miami         | Cemento       | 4T    | 2–6, 6–3, 6–2    | 3         |
| 30.  | Petra Kvitová          | 6       | Toray Pan Pacific Open, Tokyo     | Cemento       | SF    | 7–6(2), 6–0      | 4         |
| 31.  | Caroline Wozniacki (4) | 1       | WTA Tour Championships, Istanbul  | Cemento (i)   | RR    | 6–2, 4–6, 6–3    | 6         |
| 2018 |                        |         |                                   |               |       |                  |           |
| 32.  | Karolína Plíšková      | 5       | Kremlin Cup, Mosca                | Cemento (i)   | 2T    | 6–1, 6–2         | 161       |
| 2021 |                        |         |                                   |               |       |                  |           |
| 33.  | Petra Kvitová (2)      | 10      | Internazionali BNL d'Italia, Roma | Terra rossa   | 2T    | 6–4, 3–6, 6–4    | 113       |